# Oudelnaïa (métro de Saint-Pétersbourg)
Pour les articles homonymes, voir Oudelnaïa.
Oudelnaïa (en russe : Уде́льная) est une station de la ligne 2 du Métro de Saint-Pétersbourg. Elle est située dans le raïon de Vyborg à Saint-Pétersbourg en Russie.
Mise en service en 1988, elle est desservie par les rames de la ligne 2 du métro de Saint-Pétersbourg. Elle dessert la gare d'Oudelnaïa (ru) située à proximité.

## Situation sur le réseau

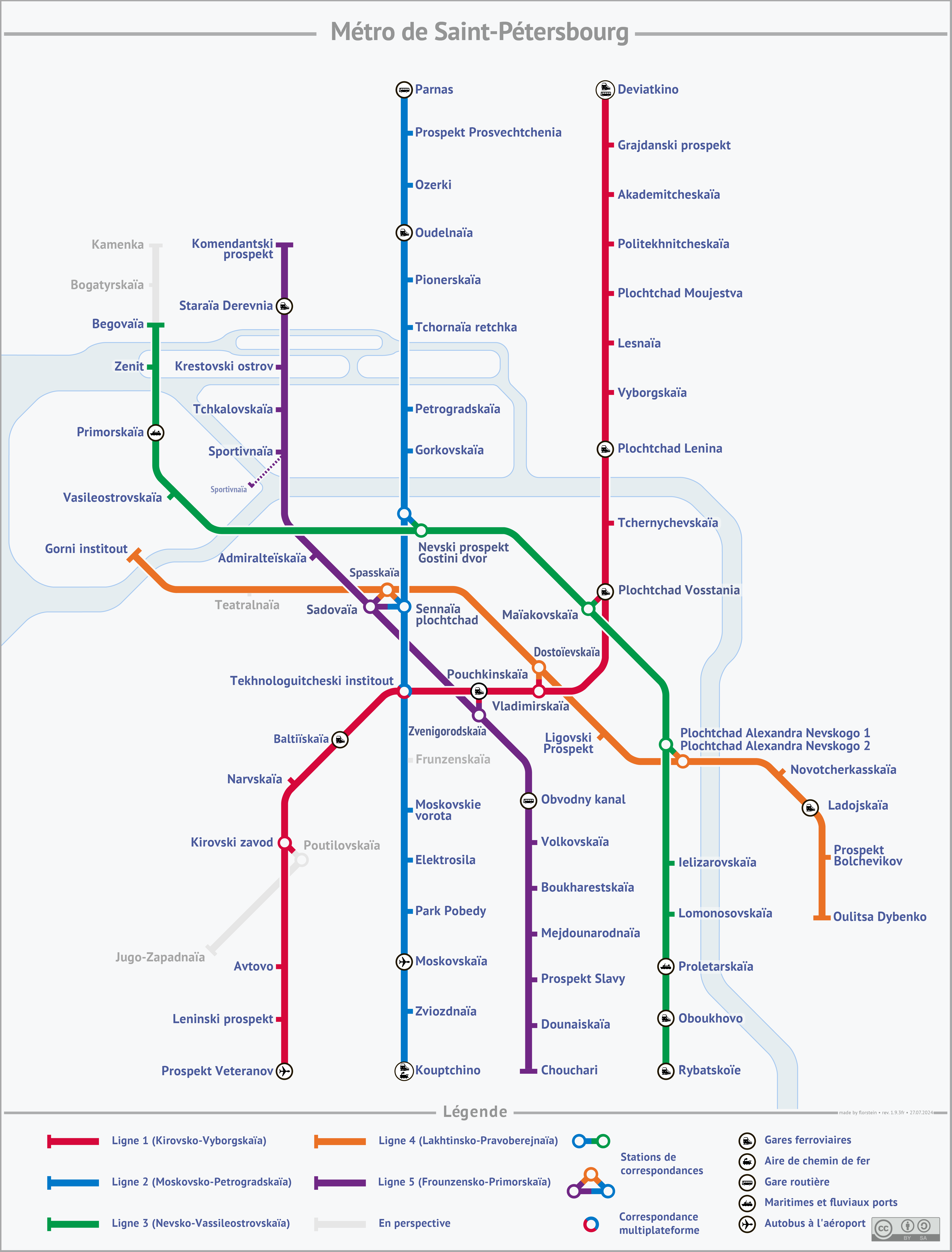
Plan du métro.

Établie en souterrain, à 64 mètres de profondeur, Oudelnaïa est une station de passage de la ligne 2 du métro de Saint-Pétersbourg. Elle est située entre la station Ozerki, en direction du terminus nord Parnas, et la station Pionerskaïa, en direction du terminus sud Kouptchino.
La station dispose d'un quai central encadré par les deux voies de la ligne.

## Histoire
La station Oudelnaïa est mise en service le 4 novembre 1982, lors de l'ouverture à l'exploitation des 7,19 km de Petrogradskaïa au nouveau terminus Oudelnaïa,. Elle doit son nom au quartier historique où elle est située.
Elle devient une station de passage lors du prolongement suivant, le 19 août 1988, de Oudelnaïa à Prospekt Prosvechtchenia.

## Services aux voyageurs

### Accès et accueil
Elle dispose d'un bâtiment d'accès situé en surface au sud de la station à laquelle il est relié par un tunnel en pente équipé de trois escaliers mécaniques.

### Desserte
Oudelnaïa est desservie par les rames de la ligne 2 du métro de Saint-Pétersbourg.

Installations
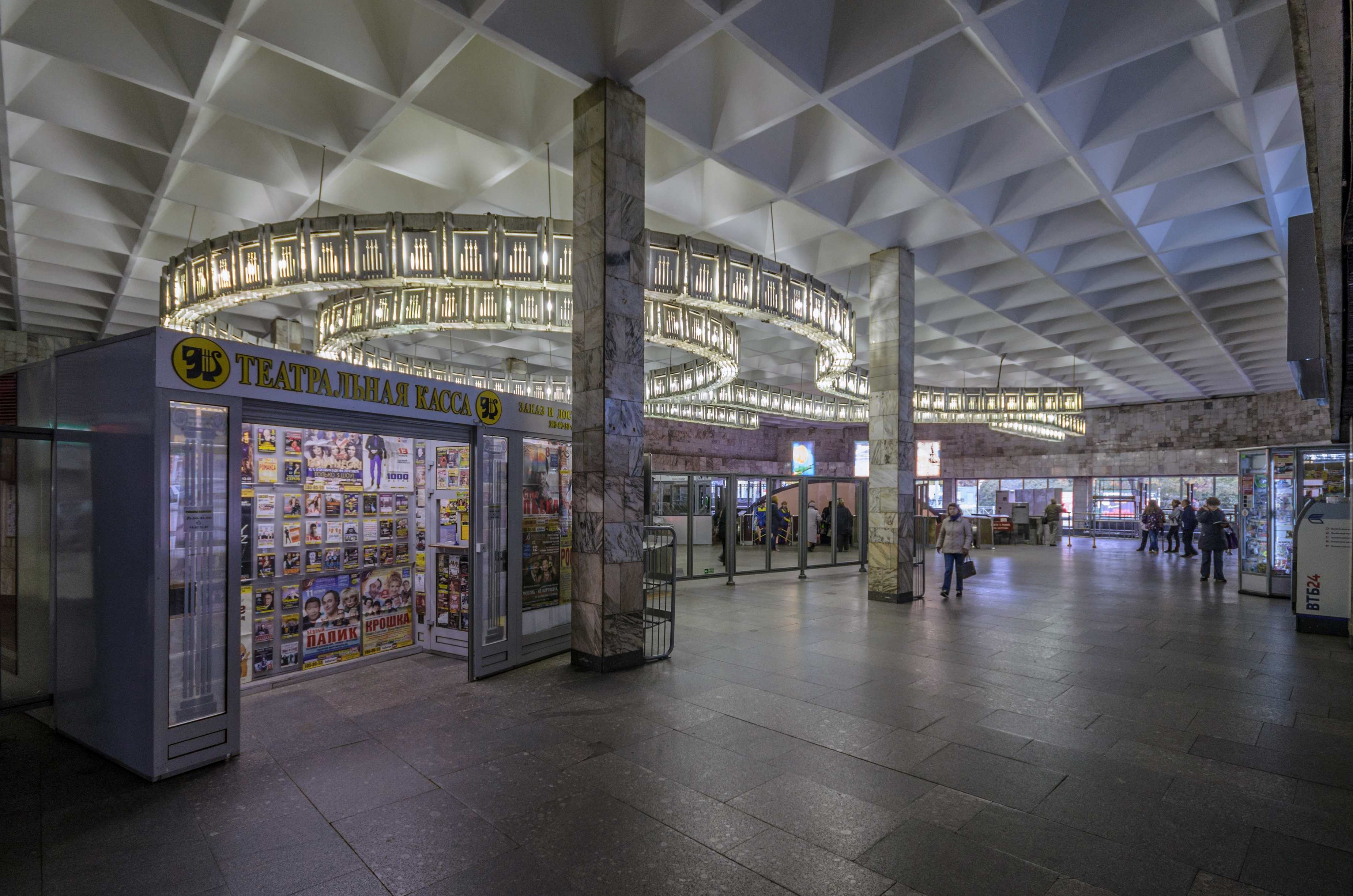
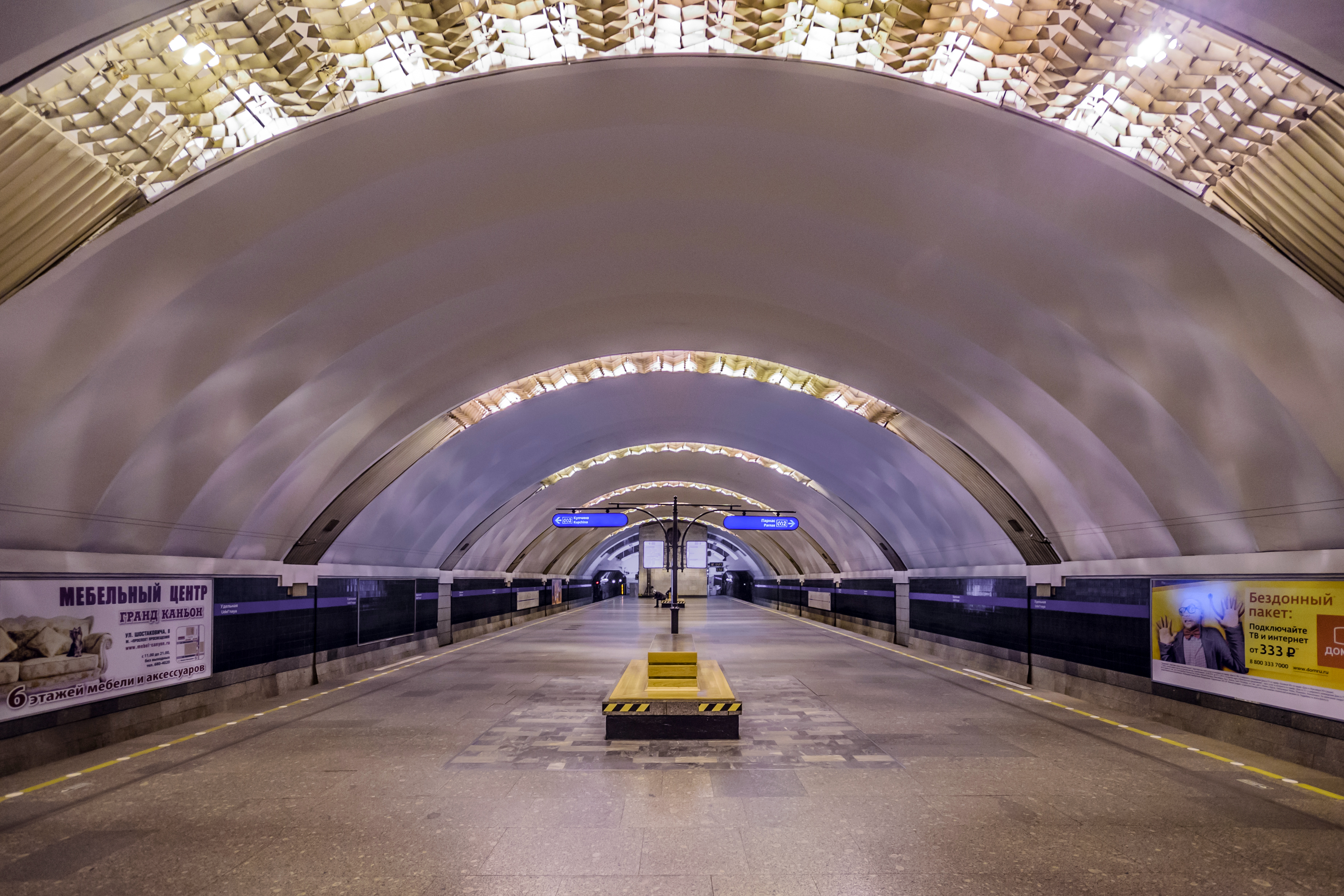
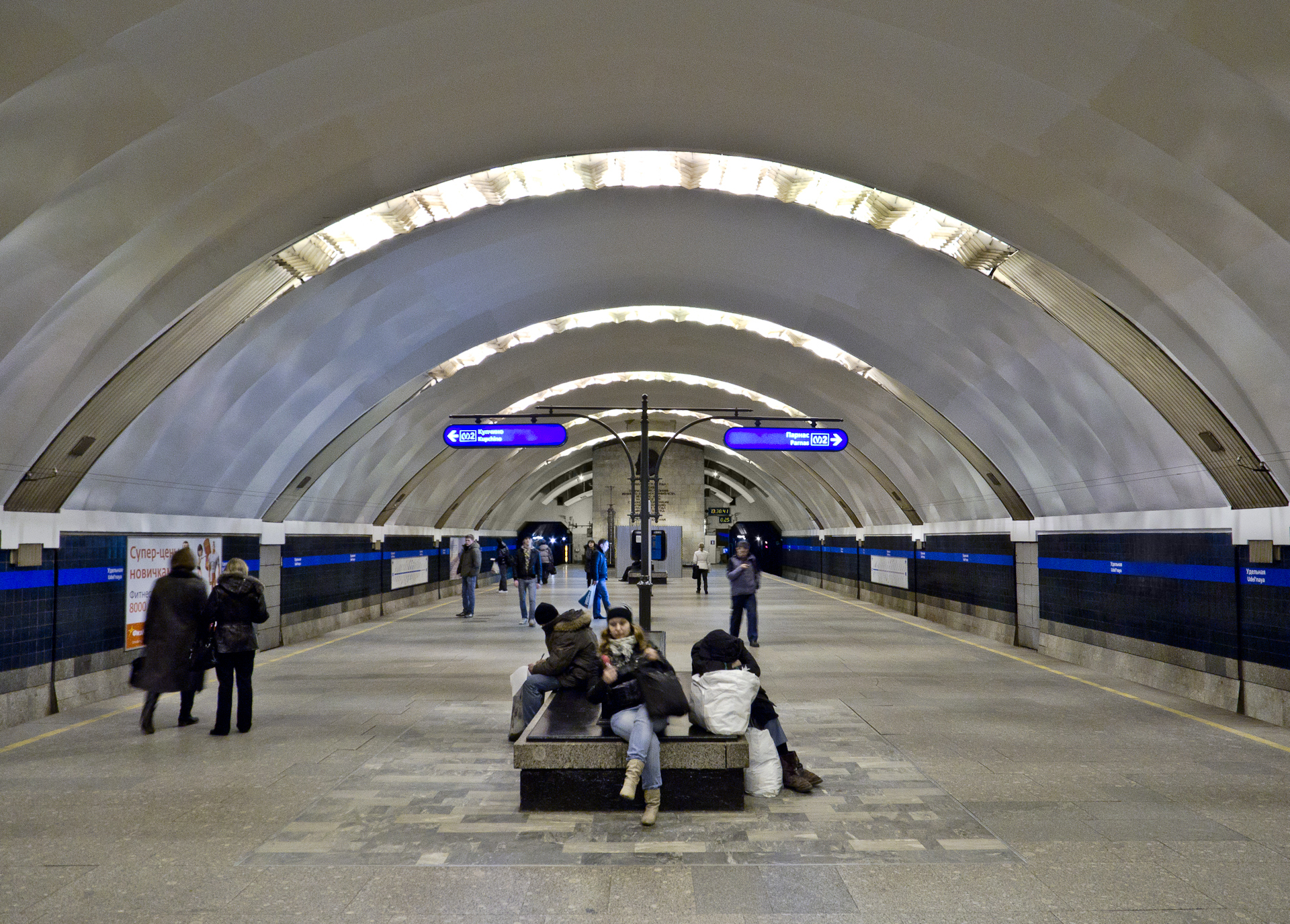

### Intermodalité
La station est en correspondance avec la gare d'Oudelnaïa (ru) et dispose à proximité d'une stations du tramway de Saint-Pétersbourg, desservie par la ligne 9 et d'arrêts de bus desservis par plusieurs lignes.